# Une fois ne suffit pas
Pour plus de détails, voir Fiche technique et Distribution.
Une fois ne suffit pas (Once Is Not Enough) est un film américain réalisé par Guy Green, sorti en 1975.

## Fiche technique
- Titre : Une fois ne suffit pas
- Titre original : Once Is Not Enough
- Réalisation : Guy Green
- Scénario : Julius J. Epstein d'après le roman de Jacqueline Susann
- Production : Jim Di Gangi et Howard W. Koch
- Musique : Henry Mancini
- Photographie : John A. Alonzo
- Costumes : Moss Mabry
- Montage : Rita Roland
- Pays d'origine : États-Unis
- Format : Couleurs - 2,35:1 - Mono
- Genre : Drame, romance
- Durée : 121 minutes
- Date de sortie : 
  -  États-Unis : 18 juin 1975

## Distribution
- Kirk Douglas : Mike Wayne
- Alexis Smith : Deidre Milford Granger
- David Janssen : Tom Colt
- George Hamilton : David Milford
- Melina Mercouri : Karla
- Gary Conway : Hugh Robertson
- Brenda Vaccaro : Linda Riggs
- Deborah Raffin : January
- Lillian Randolph : Mabel
- Jim Boles : Scotty
- Renata Vanni : Maria